# 王秉鑑 (天啟進士)
王秉鑑（16世紀—17世紀），字儒賢，號冰壶，陕西鳳翔府扶風縣人，明朝政治人物。

## 生平
天啟四年甲子科舉人，五年（1625年）乙丑科進士，初知郾城，治行居中州第一，调光山，郾之叩阍乞留者数千人，两地皆勒碑纪绩。擢工部主事，时都城戒严，秉鉴冒锋镝陛见，以守门、濬河诸功，加级赐赉。崇禎五年（1632年），升鎮江府知府，京口有止饮江心水之谣。歴官山西蓟州兵备道副使。甲申明亡降順，授县令。後仕清，历官浙江参政致仕。孫王豫嘉，字建侯，清順治十八年辛丑進士。

## 引用
1. ↑  《扶风县志》
2. ↑  《陕西通志》
3. ↑  《甲申传信录》
4. ↑  順治二年十二月壬寅，以通州道参政王秉鑑为浙江布政使司参政、兼按察使司佥事；清军驿传道京东屯田道佥事杨春育为江西按察使司佥事、分巡湖西道。